# 克拉克氏食蚊魚
克拉克氏食蚊魚，為輻鰭魚綱鯉齒目鯉齒亞目花鳉科的其中一種，分布於北美洲美國德州San Felipe溪流域，體長可達5.8公分，屬於肉食性，生活習性不明。

## 擴展閱讀
維基物種上的相關：克拉克氏食蚊魚